# Edvard Kožušník
Edvard Kožušník (* 30. ledna 1971 Olomouc) je český úředník a pravicový politik, v letech 2009 až 2014 poslanec Evropského parlamentu za ODS. V roce 2018 ho server Info.cz zařadil mezi 50 nejvlivnějších Čechů v Bruselu. V letech 2022 až 2024 působil jako náměstek ministra průmyslu a obchodu ČR, v roce 2024 se stal zastupitelem a 1. náměstkem hejtmana Libereckého kraje.

## Studium
Vystudoval Gymnázium Olomouc-Hejčín, vysokoškolská studia v Olomouci krátce po revoluci avšak nedokončil. V roce 2009 byl také studentem soukromé Vysoké školy mezinárodních vztahů a veřejné správy v Praze.

## Politická kariéra

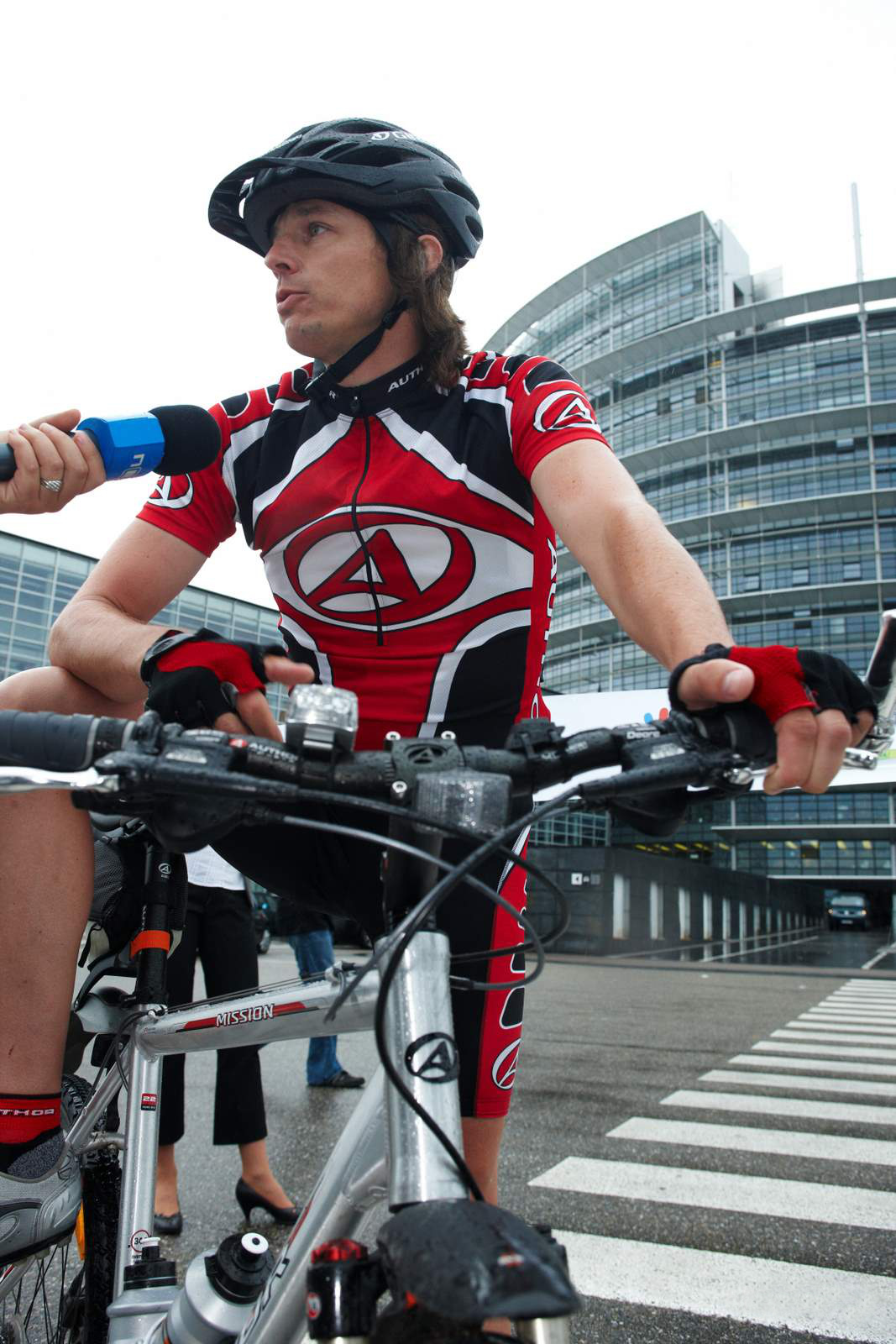
Edvard Kožušník na kole před budovou Evropského parlamentu

Členem ODS se stal v Liberci v roce 2008. Pracoval jako ředitel sekretariátu senátora a předsedy Senátu Přemysla Sobotky. Do povědomí širší veřejnosti se dostal v květnu 2009, když v rámci kampaně před volbami do europarlamentu navrhoval zrušení koncesionářských poplatků veřejnoprávního rozhlasu a televize.
V červnu 2009 byl za ODS zvolen poslancem Evropského parlamentu. Byl součástí evropské frakce Evropští konzervativci a reformisté. Byl členem parlamentního Výboru pro vnitřní trh a ochranu spotřebitelů. Upoutal pozornost médií tím, když se prvního zasedání Evropského parlamentu 14. července 2009 zúčastnil v cyklistickém dresu poté, co absolvoval trasu Praha – Štrasburk na kole. Ve volbách do Evropského parlamentu v roce 2014 kandidoval na 10. místě kandidátky ODS. Z kandidátů do Evropského parlamentu byl dle médií nejaktivnější na sociálních sítích, i přesto však neuspěl.
Na 24. kongresu ODS v Olomouci v lednu 2014 kandidoval na předsedu strany, ale nebyl zvolen. Skončil na třetím místě s 32 hlasy delegátů. Porazil jej Petr Fiala.
V roce 2017 byl zvolen do nehonorované funkce Řídícího výboru Asociace bývalých europoslanců.
Ve volbách do Evropského parlamentu v květnu 2019 kandidoval na 10. místě kandidátky ODS, ale nebyl zvolen.
Ve volbách do Poslanecké sněmovny PČR v roce 2021 kandidoval jako nominant ODS na 5. místě kandidátky volební koalice SPOLU (tj. ODS, KDU-ČSL a TOP 09) v Libereckém kraji. Nebyl zvolen, ale v důsledku vysokého počtu preferenčních hlasů se posunul na celkové 3. místo a stal se 1. náhradníkem. Koalice v Libereckém kraji získala 2 mandáty pro ODS.
V lednu 2022 se stal politickým náměstkem ministra průmyslu a obchodu ČR Jozefa Síkely. Post zastával do října 2024.
V dubnu 2023 byl zvolen předsedou Občanské demokratické strany Liberecké oblasti a místopředsedou Libereckého kraje. V krajských volbách v roce 2024 byl z pozice člena ODS zvolen zastupitelem Libereckého kraje, a to jako lídr kandidátky subjektu „SPOLU pro Liberecký kraj - ODS, TOP 09, KDU-ČSL“. V říjnu 2024 se pak stal 1. náměstkem hejtmana pro resort hospodářského a strategického rozvoje.

## Moderátor
Spolupracoval jako politický moderátor, komentátor s pražskou televizní stanicí Metropol. Uváděl např. diskuzní pořad "Evropa z Metropole" atd.

## Osobní život
Je ženatý s rodilou Španělkou, s níž má dvě děti. Mluví plynně španělsky a anglicky. Domluví se německy, rusky a bulharsky.
Rád běhá, je spoluautorem příručky pro běžecké začátečníky Prostě běž! a provozuje stejnojmenný běžecký blog. V letech 2016 a 2017 postoupil do semifinále soutěže Czech Blog Awards v kategorii bloger roku.
Je ambasadorem organizace Světlo pro svět a svým běháním se snaží vybírat částky pro potřebné.

## Vyznamenání a řády
Edvard Kožušník je nositel řádu Španělského krále za civilní zásluhy (Order of Civil Merit) 2013.[zdroj⁠?!]